# Divisione Nazionale 1935 (pallacanestro femminile)
La Divisione Nazionale di pallacanestro femminile 1935 è stato il sesto campionato organizzato in Italia.
Dopo una prima fase eliminatoria a gironi, le 3 squadre prime qualificate giungono al girone finale.
Il campionato è stato vinto dalla Canottieri Milano, al terzo titolo consecutivo.

## Gironi di qualificazione

### Girone A

#### Classifica
|  |    | Classifica Girone A    | Pt | G | V | N | P | PF | PS |
|  | -- | ---------------------- | -- | - | - | - | - | -- | -- |
|  | 1. | Canottieri Milano      | 8  | 4 | 4 | 0 | 0 | 93 | 13 |
|  | 2. | Giovani Fasciste Pavia | 5  | 4 | 1 | 0 | 3 | 37 | 78 |
|  | 3. | Ginnastica Torino      | 5  | 4 | 1 | 0 | 3 | 23 | 62 |

#### Risultati
| Risultati | CMI  | GPV  | GTO  |
| --------- | ---- | ---- | ---- |
| CMI       |      | 37-3 | 18-6 |
| GPV       | -    |      | 18-4 |
| GTO       | 2-17 | -    |      |

### Girone B
- Ginnastica Triestina

Unica squadra iscritta dopo il ritiro del GUF Venezia.

### Girone C

#### Classifica
|  |    | Classifica Girone A  | Pt | G | V | N | P | PF | PS |
|  | -- | -------------------- | -- | - | - | - | - | -- | -- |
|  | 1. | Pallacanestro Napoli | 8  | 4 | 4 | 0 | 0 | 53 | 19 |
|  | 2. | Ginnastica Roma      | 6  | 4 | 2 | 0 | 2 | 42 | 35 |
|  | 3. | Parioli Roma         | 4  | 4 | 0 | 0 | 4 | 26 | 67 |

### Risultati
| Risultati | PNA   | GRM  | PRM  |
| --------- | ----- | ---- | ---- |
| PNA       |       | -    | 18-6 |
| GRM       | 10-13 |      | -    |
| PRM       | -     | 7-16 |      |

## Girone finale

### Classifica
|  |    | Classifica Girone Finale  | Pt | G | V | N | P | PF | PS |
|  | -- | ------------------------- | -- | - | - | - | - | -- | -- |
|  | 1. | Canottieri Milano         | 7  | 4 | 3 | 0 | 1 | 56 | 23 |
|  | 2. | Pallacanestro Napoli      | 5  | 4 | 1 | 0 | 3 | 19 | 34 |
|  | 3. | Ginnastica Triestina (-1) | 5  | 4 | 2 | 0 | 2 | 23 | 41 |

### Risultati
| data           | giorn. | incontro                               | ris. | riposa               | note                         |
| -------------- | ------ | -------------------------------------- | ---- | -------------------- | ---------------------------- |
| 28 aprile 1935 | 1      | Ginnastica Triestina-Canottieri Milano | 10-9 | A.P. Napoli          | -                            |
| 5 maggio 1935  | 2      | Canottieri Milano-A.P. Napoli          | 15-3 | Ginnastica Triestina | -                            |
| 12 maggio 1935 | 3      | A.P. Napoli-Ginnastica Triestina       | 8-9  | Canottieri Milano    | -                            |
| 19 maggio 1935 | 4      | Canottieri Milano-Ginnastica Triestina | 22-4 | A.P. Napoli          | -                            |
| 26 maggio 1935 | 5      | A.P. Napoli-Canottieri Milano          | 6-10 | Ginnastica Triestina | (1-8 il primo tempo)         |
| 2 giugno 1935  | 6      | Ginnastica Triestina-A.P. Napoli       | 0-2  | Canottieri Milano    | per rinuncia della Triestina |

## Verdetti
- Campione d'Italia:  Canottieri Milano
- Formazione: Bruna Bertolini, Nerina Bertolini, Pierina Borsani, Olga Campanati, Marisa Cavallotti, Pia Cavallotti, Ilda Colombo, Matilde Moraschi. Allenatore: E. Ghirimoldi.

## Note

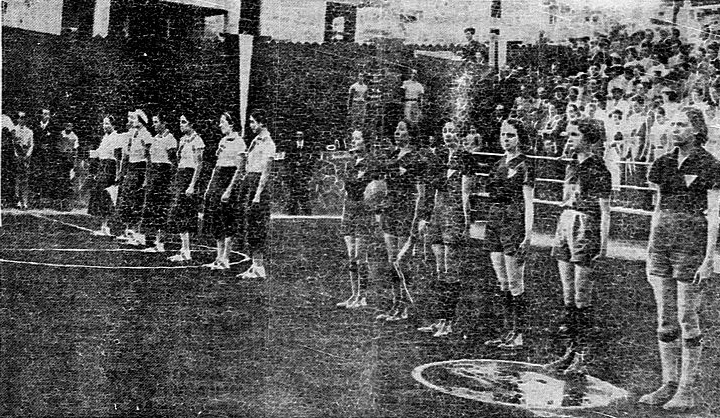
La SS Parioli, terza del Girone C, in amichevole contro il Nizza.